# Barrio de Santa Catarina

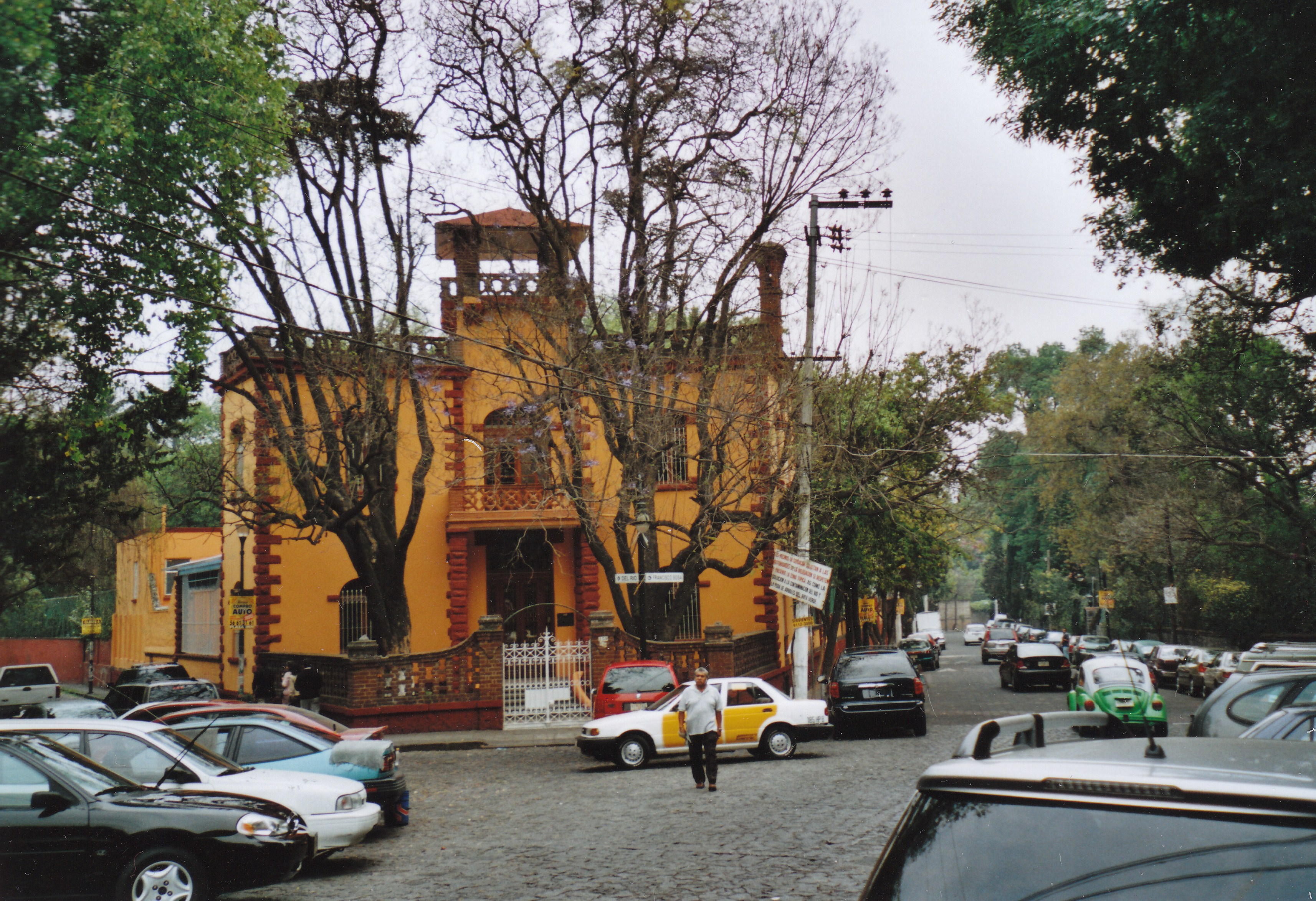
Die Kirche Santa Catarina im gleichnamigen Stadtviertel

Das Barrio de Santa Catarina ist einer von 151 Wohnbezirken (spanisch: colonias) in der Delegación Coyoacán in Mexiko-Stadt und eines der ältesten Viertel von Coyoacán.

## Lage
Das Barrio de Santa Catarina erstreckt sich zwischen der Avenida Universidad im Westen und der Calle Centenario im Nordosten sowie der Calle Tres Cruces im Südosten, die über die das Barrio durchquerende Zentralstraße Avenida Francisco Sosa miteinander verbunden sind. Im Nordwesten wird das Barrio de Santa Catarina begrenzt durch die Parkanlage Viveros de Coyoacán, im Nordosten durch die Avenida Francisco Sosa und im Süden durch die Stadtautobahn Avenida Miguel Ángel de Quevedo.

## Sehenswürdigkeiten
Neben der bereits genannten Zentralstraße Avenida Francisco Sosa, die das Viertel von Osten nach Westen durchkreuzt, ist die Calle de Salvador Novo (unter dessen Nummer 88 sich das Museo Nacional de la Acuarela Alfredo Guati Rojo befindet)von besonderem Interesse.
Ein weiteres Museum ist das Monumental Casa de Emilio El Indio Fernández. Das unter Nummer 51 der Calle Ignacio Zaragoza an der Ecke zur Calle de Dulce Olivia gelegene Haus ist ehemaliger Wohnsitz des Regisseurs Emilio Fernández und war Drehort von etwa 140 Filmen.